# 頭韻法
頭韻法（とういんほう、英: alliteration）は、文体における手法ないしは文学の技法の一つである。連続する単語、あるいは密接に関連した音節が同じ音の子音または文字で始まるものを指す。
頭韻法は詩で頻繁に用いられるが、散文でも普通に見られ、特に短い文章にハイライトを当てるのに用いられる。詩においてはとりわけ、走句に快い音調をもたらし音楽的雰囲気を醸し出すのに貢献する。ユーモラスな効果もある。類縁の技法に類韻（assonance、母音のみ押韻する）、子音韻（consonance、子音のみ押韻する）がある。
頭韻詩は何らかの形で全てのゲルマン語に見られる。英語では、古英詩（en）が頭韻法を中心的な技法としている。ロマン派時代にはまたしても注目を浴びた。一般にロマン派詩人は詩を更に音楽的なものすることに興味をもっており、母国語が古代から引き継いだ要素にも興味があったからである。リヒャルト・ワーグナーはたとえば、楽劇の中で頭韻法を盛んに用いている。
日本においては百人一首にもある大納言公任の和歌「たきのおとはたえてひさしくなりぬれどなこそながれてなほきこえけれ」が代表例。松尾芭蕉の「荒海や佐渡へよこたふ天の川」「あらたうと青葉若葉の日の光」、小林一茶の「そば咲くやその白ささへぞつとする」「きりきりしやんとして咲く桔梗哉」、正岡子規の「柿くへば鐘が鳴るなり法隆寺」など、俳諧や近世民謡などでも、いわゆる「句頭韻」の例が多く見られる。

## 例
早口言葉に例が見られる。例えば "Round the rugged rock the ragged rascal ran." や "Peter Piper picked a peck of pickled peppers." である。
子音韻（子音の調和）の例は、 "Sparkling...Flavorful...Miller High Life" （ミラービールの宣伝文句）

### 日常見られる例
韻と似て、頭韻法を用いると頭に残りやすい。「キャッチー」であり、新聞のヘッドライン、会社の名前、文芸作品の題名、広告、キャッチフレーズ、子守りの言葉によく用いられる。
- back to basics
- balance the books
- Beavis and Butt-Head（ビーバス・アンド・バットヘッド）
- Big Ben（ビッグベン）
- boom or bust
- Coca-Cola（コカコーラ）
- do or die
- green as grass
- hale and hearty
- Heerlijk Helder Heineken
- Intel Inside（インテル社のキャッチコピー）
- Making magic
- McDonald's Massacre（マクドナルド無差別乱射事件、McDonald's Massacre）
- Monday morning
- the more the merrier
- kill the king
- pay the price
- poor but proud
- live the life
- sink or swim
- Summer Sonic (日本の音楽フェス)
- Super Sonic（スーパーソニック、超音速）
- Surround Sound（サラウンド）
- it takes two to tango
- watchful waiting
- World Wide Web

我が子や自作の作品中のキャラクターに頭韻法で名付けることもよくある。
- Donald Duck（ドナルド・ダック）
- King Kong（キング・コング）
- Mickey Mouse（ミッキーマウス）
- Minnie Mouse（ミニー・マウス）
- Woody Woodpecker（ウッディー・ウッドペッカー）

コミックのスーパーヒーローの名前も同様である。
- Clark Kent（クラーク・ケント、スーパーマン）
- Lois Lane（ロイス・レーン）
- Peter Parker（ピーター・パーカー、スパイダーマン）
- Scott Summers（スコット・サマーズ、X-MEN）
- Warren Worthington III
- Betsy Braddock
- Matthew Michael Murdock - Matt Murdock（マット・マードック、デアデビル）
- Reed Richards（リード・リチャーズ、ファンタスティック・フォー）
- J. Jonah Jameson（J・ジョナ・ジェイムソン、スパイダーマンほか）
- Susan Storm（スーザン・ストーム、ファンタスティック・フォー）